# Црква Светог Пантелејмона на Дивчибарама
Црква Светог Пантелејмона на Дивчибарама, туристичком месту на планини Маљен, на територији града Ваљева, подигнута је 2001. године. Припада Епархији ваљевској Српске православне цркве.

## Историјат
Не постоје подаци у историји да је на Дивчибарама постојала црква, тако да је, око 1930. године, прва иницијатива за подизање цркве потекла од протојереја Милана Трипковића. Ово Трипковићево залагање је мировало до 1940. године, када су Дивчибаре посетили митрополит скопски Јосиф Цвијовић и епископ жички Николај Велимировић, у жељи да одаберу погодно место за подизање храма. Није познато за коју су се локацију определили, али улазак земље у рат 1941. године, онемогућило је остваривање ове намере.

## Подизање цркве
На Пантелијевдан 9. августа 1995. године освештано је земљиште за градњу прве дивчибарске цркве и на њему је подигнут крст. Црква је изграђена на простору који се налази на левој обали потока Жујана, између две чесме, на месту где се од 1926. године одржавао народни вашар на дан Светог Пантелејмона. Извориште прве чесме узводно је, према предању, оградила кнегиња Љубица, жена кнеза Милоша.
Темељи цркве су постављени у пролеће 1996. године, у чему су учествовали и ученици и наставници богословије Света Три Јерарха из манастира Крке, који су школску 1995/1996. годину провели на Дивчибарама, након изгнанства из Српске Крајине у Хрватској. О овим радовима се старао протојереј ставрофор Милан Томић. Црквени темељи су освештани на Пантелијевдан исте године. Зидање храма је почело у лето 1998. године, а 2000. године, постављен крст на његову куполу и прослављено свођење слемена.
Епископ шабачко-ваљевски Лаврентије освештао је на дан светог Пантелејмона 2001. године дивчибарску цркву. Након освештања цркве одржана је у њој на Преображење, 19. августа исте године прва литургија са првим причешћивањем верника.

## Архитектура цркве
Цркву на Дивчибарама је подигнута по пројекту архитекте Тихомира Дражића из Ваљева, иконостас у дуборезу је начинио Љубан Марић из Богатића код Ваљева, а иконе на њему је насликао Раде Сарић из Београда.
У троновима се налазе мошти светог Пантелејмона, свете Петке, светог Николаја Жичког и светог Николаја Лелићког, као и воздух (покривач освећених дарова) светог Василија Острошког.

## Богослужење
У дивчибарском храму светог Пантелејмона богослужења се врше за велике црквене празнике, али и током поста ради пшричешћа верних, те за време летње и зимске туристичке сезоне, када је на Дивчибарама присутно највише верника.